# 1994년 남아프리카 공화국 총선거
1994년 남아프리카 공화국 총선거는 모든 인종에게 투표권이 주어진 첫 보통선거이다. 4월 26일에서 29일까지 IEC의 통제 하에 이루어졌다. 이 선거는 아파르트헤이트가 폐지되었음을 보여준다.